# Naked As We Came
Naked As We Came (tj. Nazí, jak jsme přišli) je americký hraný film z roku 2012, který režíroval Richard LeMay podle vlastního scénáře. Film popisuje vztahy mezi sourozenci a jejich matkou. Snímek měl světovou premiéru na filmovém festivalu Frameline v San Franciscu dne 24. června 2012.

## Děj
Laura a její o deset let mladší bratr Elliot po téměř dvou letech přijíždějí z New Yorku na venkov za svou matkou, která trpí rakovinou. Po příjezdu zjistí, že matka odešla z nemocnice domů a zde s ní už šest měsíců bydlí mladý Ted, který se jí stará o zahradu a dům. Jinak je ale spisovatel, kterému vyšel první román. Mezi Elliotem a Tedem dojde k intimnímu sblížení. Vztahy mezi všemi obyvateli domu jsou velmi napjaté, hlavně poté, co se  Elliot dozví, jaký je hlavní důvod Tedovy přítomnosti u jeho umírající matky.

## Obsazení
| Ben Weaver        | Ted Kingsley |
| Karmine Alers     | Laura Garcia |
| S. Lue McWilliams | Lilly        |
| Ryan Vigilant     | Elliot       |
| Sturgis Adams     | Jeff         |